# Calvin Quate
Calvin Forrest Quate (* 7. Dezember 1923 in Baker, Nevada; † 6. Juli 2019 in Menlo Park, Kalifornien) war ein US-amerikanischer Ingenieur.

## Leben und Werk
Calvin Quate wurde als Sohn von Graham Shepard Quate und Margie, geb. Lake geboren. 1944 machte er seinen Bachelor in Elektrotechnik an der University of Utah. Anschließend diente er bis 1946 als Lieutenant Junior Grade der United States Navy Reserve. Dann widmete er sich wieder der Forschung und wurde 1950 an der Stanford University promoviert. Von 1949 bis 1958 arbeitete er bei den Bell Laboratories, danach bis 1961 bei der Sandia Corporation. 1961 ging er zurück an die Stanford University, wo er Professor für angewandte Physik und Elektrotechnik wurde. 1969 bis 1972 und 1978 bis 1981 stand er der Fakultät für angewandte Physik vor. Von 1984 war er zehn Jahre lang zusätzlich am Xerox PARC. 1986 wurde er Leland T. Edwards Professor. 1995 wurde er emeritiert.
Er arbeitete anfangs über akustische Verstärker, Wechselwirkungen von Schallwellen und Halbleitern sowie Mikrowellenverstärker. Er erfand das scanning acoustic microscope, das die Auflösung von Lichtmikroskopen übertrifft. Damit können auch lichtundurchlässige und transparente Materialien untersucht werden. Außerdem können Details unterhalb der Oberfläche aufgelöst werden, die der Lichtmikroskopie gänzlich unzugänglich sind. Als er von der Erfindung des Rastertunnelmikroskops hörte, stellte er seine Forschungsaktivitäten um, um sich ganz den Rastermikroskopen zu widmen. Mit Gerd Binnig und Christoph Gerber erfand er 1986 das Rasterkraftmikroskop.
Am 28. Juni 1945 heiratete er Dorothy Marshall, mit der er vier Kinder hatte, Robin, Claudia, Holly und Rhodalee. Diese Ehe wurde 1985 geschieden. Im Januar 1987 heiratete er Arnice Streit, mit der er drei Kinder hatte, Christine, Carol und Richard. Seine Hobbys waren Ski fahren, Wandern, Kajak und Windsurfen.

## Veröffentlichungen
- Stephen C. Minne, Scott R. Manalis und Calvin F. Quate: Bringing Scanning Probe Microscopy Up to Speed. Kluwer, Boston 1999, ISBN 0-7923-8466-0
- Hyongsok T. Soh, Kathryn Wilder Guarini und Calvin F. Quate: Scanning Probe Lithography. Kluwer, Boston 2001, ISBN 0-7923-7361-8
- Franz J. Giessibl und Calvin F. Quate: Exploring the nanoworld with atomic force microscopy. Physics Today, December 2006, p. 44.

## Preise
- 1981 Morris N. Liebmann Award (IEEE)
- 1982 Rank Prize for Opto-Electronics
- 1986 Ultrasonics, Ferroelectrics and Frequency Control Society’s 1986 Achievement Award
- 1988 IEEE Medal of Honor (IEEE)
- 1992 National Medal of Science
- 1995 Scientist of the Year (R&D Magazine)
- 2000 Joseph F. Keithley Award (American Physical Society)
- 2000 Third Millennium Award (IEEE)
- 2002 Ultrasonics Rayleigh Award (IEEE)
- 2016 Kavli-Preis (mit Gerd Binnig und Christoph Gerber)

## Mitgliedschaften
- 1970 National Academy of Engineering
- 1975 National Academy of Sciences
- 1982 American Academy of Arts and Sciences
- 1995 Royal Society
- Institute of Electrical and Electronics Engineers
- Acoustical Society of America
- Royal Microscopical Society
- American Physical Society (Fellow)
- Tau Beta Pi
- Sigma Xi